# Умершие в августе 2006 года
Это список известных людей, соответствующих установленным критериям значимости (см. Википедия:Критерии значимости персоналий), умерших в августе 2006 года.
Причина смерти указывается лишь в исключительных случаях (убийство, самоубийство, гибель в результате военных действий, смертная казнь, ДТП или несчастные случаи). В остальных случаях — не указывается.

## Список

### 1 августа
- Голубцов, Сергей Алексеевич (74) — протодиакон, деятель Русской православной церкви, церковный историк.
- Роудс, Джейсон (41) — американский художник.
- Суса, Ференц (82) — венгерский футболист.

### 2 августа
- Виллебрандс, Йоханнес (96) — нидерландский куриальный кардинал.
- Линдвалл, Одри (23) — американская фотомодель.
- Рамос, Луисель (22) — уругвайская фотомодель.
- Ричмонд, Кеннет (80) — британский борец вольного и греко-римского стилей, бронзовый призёр Олимпийских игр.
- Садвакасов, Баглан (37) — гитарист А-Студио; автокатастрофа[1].

### 3 августа
- Ли Артур (61) — американский певец.
- Татаринов, Герман Алексеевич (80) — русский советский художник, живописец, график.
- Шапир, Максим Ильич (43) — российский филолог, стиховед.
- Шварцкопф, Элизабет (90) — немецкая певица (сопрано).

### 4 августа
- Локк, Джон Тильден (62) — американский пианист участник рок-групп Spirit и Nazareth.

### 7 августа
- Зноба, Валентин Иванович (77) — народный художник Украины, лауреат Национальной премии имени Тараса Шевченка, академик Академии искусств Украины.

### 9 августа
- Хай, Филип (92) — английский писатель-фантаст.
- Саид Абдулло Нури (59) — таджикский политический деятель, лидер Партии исламского возрождения Таджикистана.

### 10 августа
- Александр Алексеев (81) — участник Великой Отечественной войны. Советский военный деятель. Полковник.
- Олексенко, Степан Степанович (64) — советский и украинский актёр театра и кино. народный артист СССР.

### 11 августа
- Дьяконов, Евгений Георгиевич (71) — советский и российский математик.

### 13 августа
- Говоров, Владимир Леонидович (81) — Герой Советского Союза.
- Лагетко, Анатолий Николаевич — советский боксёр, мастер спорта СССР.
- Йон Нёдтвейдт (31) — основатель, вокалист, гитарист, автор текстов и музыки шведской Death/Black Metal группы Dissection, член сатанистского общества Misanthropic Luciferian Order; самоубийство.

### 15 августа
- Осипов, Кузьма Андреевич (89) — участник Великой Отечественной войны, полный кавалер ордена Славы.
- Русаков, Светозар Кузьмич (83) — советский художник-мультипликатор.

### 16 августа
- Балдини, Умберто (84) — итальянский историк искусств и реставратор
- Альфредо Стресснер (93) — президент (диктатор) Парагвая c 15 августа 1954 по 3 февраля 1989[2].

### 17 августа
- Гай-Головко, Олесь Несторович (96) — советский и украинский писатель, поэт и литературовед.

### 18 августа
- Баранов, Павел Терентьевич (77) — Герой Социалистического Труда.
- Забелкин, Николай Иванович — Герой Советского Союза.
- Тасанбаев, Егемкул Тасанбаевич (89) — советский узбекский государственный и партийный деятель.
- Фридман, Михаил Владимирович (84) — русский советский литературовед, прозаик, поэт и переводчик.

### 19 августа
- Браузеветтер, Рената (100) — немецкая актриса немого кино.
- Вуд, Мервин (89) — австралийский гребец, чемпион летних Олимпийских игр в соревнованиях одиночек 1948 года.
- Гордин, Руфин Руфинович (86) — русский писатель, журналист, автор исторической прозы.
- Калиманов, Иван Еремеевич (81) — Герой Советского Союза.
- Корочкин, Леонид Иванович (71) — российский генетик и нейробиолог.

### 20 августа
- Джек Лауфери (англ. Jack Laughery) (71) — американский инвестор и консультант ресторанного бизнеса, CEO и председатель сети ресторанов Hardee’s[3].
- Джо Розенталь (94) — американский фотограф, лауреат Пулитцеровской премии.
- Рогаленков, Максим Васильевич (32) — корреспондент «НТВ»; несчастный случай (сбит автомобилем)[4].

### 21 августа
- Баранов, Иван Анисимович (86) — Полный кавалер ордена Славы.
- Гамезо, Михаил Викторович (90) — советский учёный-психолог и педагог.
- Изхар, Самех (89) — израильский писатель.

### 22 августа
- Макаров Пётр Григорьевич (84) — Герой Советского Союза.

### 24 августа
- Закарейшвили, Леван (53) — грузинский кинорежиссёр и сценарист.
- Павлов, Виктор Павлович (65) — советский и российский актёр театра и кино, Народный артист России[5].

### 25 августа
- Какулия, Теймураз Ираклиевич (59) — советский теннисист и теннисный тренер. Заслуженный мастер спорта СССР.

### 26 августа
- Капутикян, Сильва Барунаковна (87) — крупнейшая армянская поэтесса XX века, писатель и публицист.
- Кучеревский, Евгений Мефодьевич (65) — советский и украинский тренер по футболу. Заслуженный тренер СССР.
- Низковский, Павел Васильевич (74) — белорусско-русско-украинский писатель-сатирик, и писатель-юморист, литературный критик.
- Третчиков, Владимир Григорьевич (92) — русский художник.
- Успенская, Галина Николаевна (63) — советский и российский архитектор.

### 28 августа
- Бородай, Юрий Мефодьевич (72) — российский философ и публицист, доктор философских наук.
- Сабадаш, Степан Алексеевич (86) — украинский и советский композитор.

### 30 августа
- Кио, Игорь Эмильевич (62) — артист цирка, иллюзионист, народный артист России (1993).
- Махфуз, Нагиб (94) — крупнейший египетский писатель-романист, драматург, сценарист, единственный лауреат Нобелевской премии по литературе из арабского мира.
- Руденко-Десняк, Александр Алексеевич (70) — украинский и российский журналист, общественный деятель.
- Солдатов, Саша (58) — австралийский писатель, публицист, художник-акционист и гей-активист русского происхождения.